# 上野戦争
上野戦争（うえのせんそう、慶応4年5月15日〈1868年7月4日〉）は、戊辰戦争の戦闘の1つ。江戸上野（東京都台東区）において彰義隊ら旧幕府軍と薩摩藩、長州藩を中心とする新政府軍の間で行われた戦いである。

## 背景
慶応4年、鳥羽・伏見の戦いで旧幕府軍が新政府軍に敗れると、徳川慶喜は大坂城を脱出して江戸の上野寛永寺大滋院にて謹慎し、新政府軍は東征軍を江戸へ向かって進軍させた。江戸城では主戦派の小栗忠順や榎本武揚らと恭順派とが対立するが、慶応4年3月13日（1868年4月5日）に新政府軍の東征大総督府参謀である薩摩藩の西郷隆盛と旧幕府陸軍総裁の勝海舟が会談し、慶喜の水戸謹慎と4月11日（5月3日）の江戸城の無血開城を決定して江戸総攻撃は回避された。
抗戦派の幕臣や一橋家家臣の渋沢成一郎、天野八郎らは彰義隊を結成した。彰義隊は当初本営を本願寺に置いたが、後に上野に移した。旧幕府の恭順派は彰義隊を公認して江戸市内の警護を命ずるなどして懐柔をはかったが、慶喜が水戸へ向かい渋沢らが隊から離れると彰義隊では天野らの強硬派が台頭し、旧新選組の残党（原田左之助が参加していたといわれる）などを加えて徳川家菩提寺である上野の寛永寺（現在の上野公園内東京国立博物館）に集結して、輪王寺宮公現入道親王（後の北白川宮能久親王）を擁立した。
上野周辺などで彰義隊ら旧幕府軍の関与が疑われる殺傷事件が続発したこともあり、慶応4年5月13日（7月2日）に東征大総督府は上野の東叡山に集まった旧幕府軍を討伐する準備を各藩に命じた。また上野からの逃亡に備え、忍に芸州藩兵50人、川越に筑前藩兵50人、古河に肥前藩兵の配置を指示した。
5月14日（7月3日）、大総督府は寛永寺の旧幕府軍を討伐することを正式に決め、翌日の戦火に備えて徳川家達に徳川家の位牌や宝物などを寛永寺から避難させるように命じた。また、輪王寺宮には寛永寺からの速やかな退去を勧めた。同日夜、徳川家達家臣の服部常純、大久保一翁、山岡鉄舟は、徳川家の位牌や宝物などを避難させ終わるまで攻撃開始を遅らせるように大総督府に求めた。また、服部常純は覚王院義観と面会して寛永寺の旧幕府軍の解散を説得した。田安慶頼も彰義隊に解散を説得するので攻撃開始を遅らせるように大総督府に求め、5月15日（7月4日）には静寛院宮へ手紙を送り、静寛院宮からも大総督府へ攻撃開始を遅らせる働きかけをするように求めたが手遅れだった。

## 経過
新政府軍は長州藩の大村益次郎が指揮した。大村は海江田信義ら慎重派を制して武力殲滅を主張し、上野を封鎖するため各所に兵を配備してさらに彰義隊の退路を限定する為に神田川や隅田川、中山道や日光街道などの交通を分断した。大村は三方に兵を配備し、根岸方面に敵の退路を残して逃走予定路とした。作戦会議では西郷隆盛は大村の意見を採用したが、薩摩軍の配置を見て「皆殺しになさる気ですか」と問うと、大村は「そうです」とにべもなく答えたという。池波正太郎が日本史探訪において述べたところでは、大村は薩摩藩兵が気に入らず前述の布陣を敷き、問い詰めたのは桐野利秋になっている。ただ、黒門口を受け持つことを各員が希望していたという話もあり、実際のところは不明である。いずれも虐殺の誹りを避けるための後世の作り話とも考えられる。軍事的反抗を行う旧幕府勢力には妥協せず徹底的に殲滅するのが当時の新政府軍の方針であり、その方針は続く会津戦争で遺憾なく発揮されたからである。

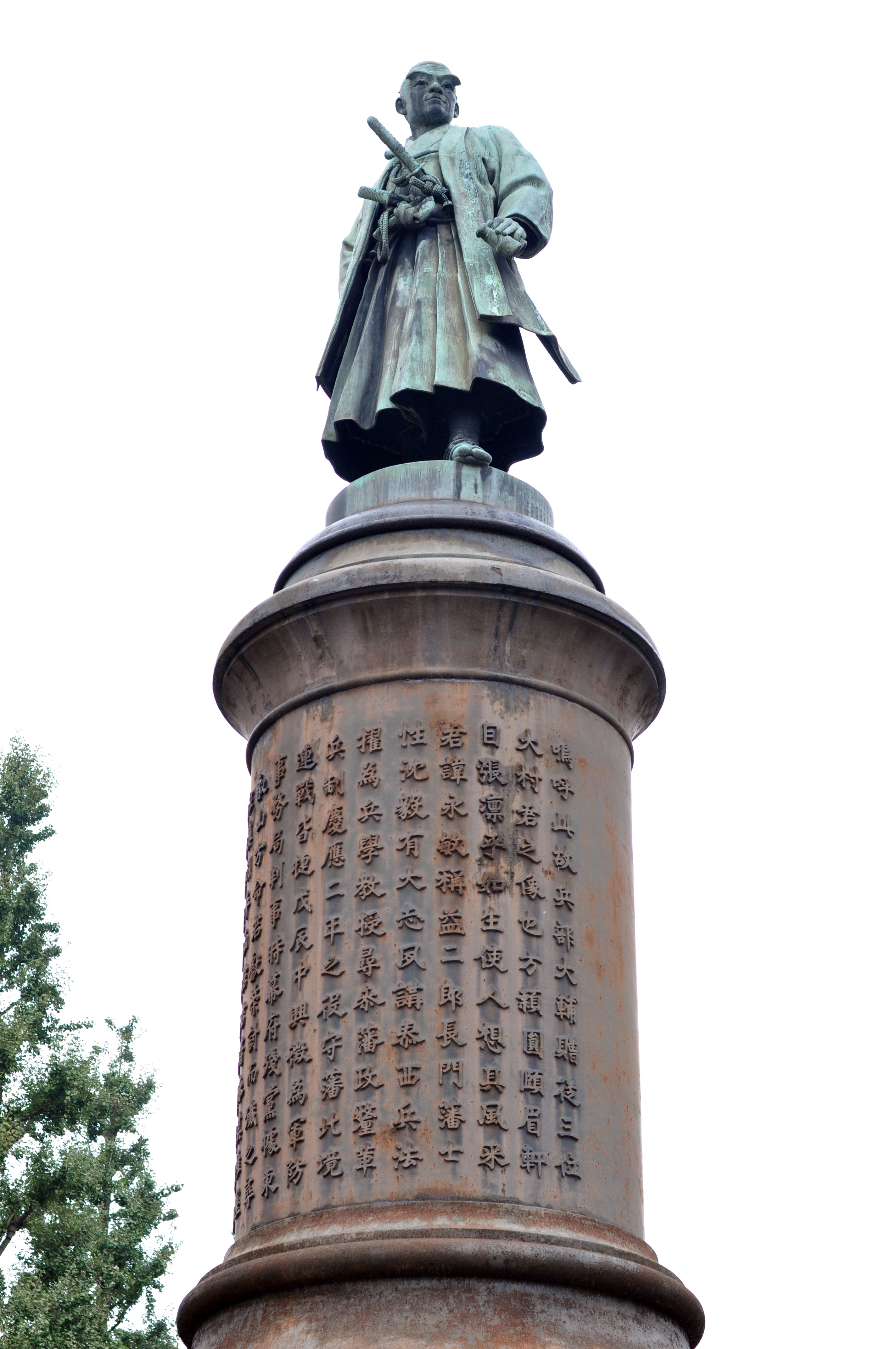
彰義隊と対峙する大村益次郎像
（靖国神社参道中央）

5月15日（7月4日）、新政府軍側から宣戦布告がされ、午前7時頃に正門の黒門口（広小路周辺）や即門の団子坂、背面の谷中門で両軍は衝突した。戦闘は雨天の中行われ、北西の谷中方面では藍染川が増水していた。新政府軍は新式のスナイドル銃の操作に困惑するなどの不手際もあったが、加賀藩上屋敷（現在の東京大学構内）から不忍池を越えて佐賀藩のアームストロング砲や四斤山砲による砲撃を行った。彰義隊は東照宮付近に本営を設置し、山王台（西郷隆盛銅像付近）から応射した。西郷が指揮していた黒門口からの攻撃が防備を破ると彰義隊は寛永寺本堂へ退却するが、団子坂方面の新政府軍が防備を破って彰義隊本営の背後に回り込んだ。午後5時には戦闘は終結、彰義隊はほぼ全滅し、彰義隊の残党が根岸方面に敗走した。
戦闘中に江戸城内にいた大村が時計を見ながら新政府軍が勝利した頃合であると予測し、また彰義隊残党の敗走路も大村の予測通りであったとされる。

## 影響

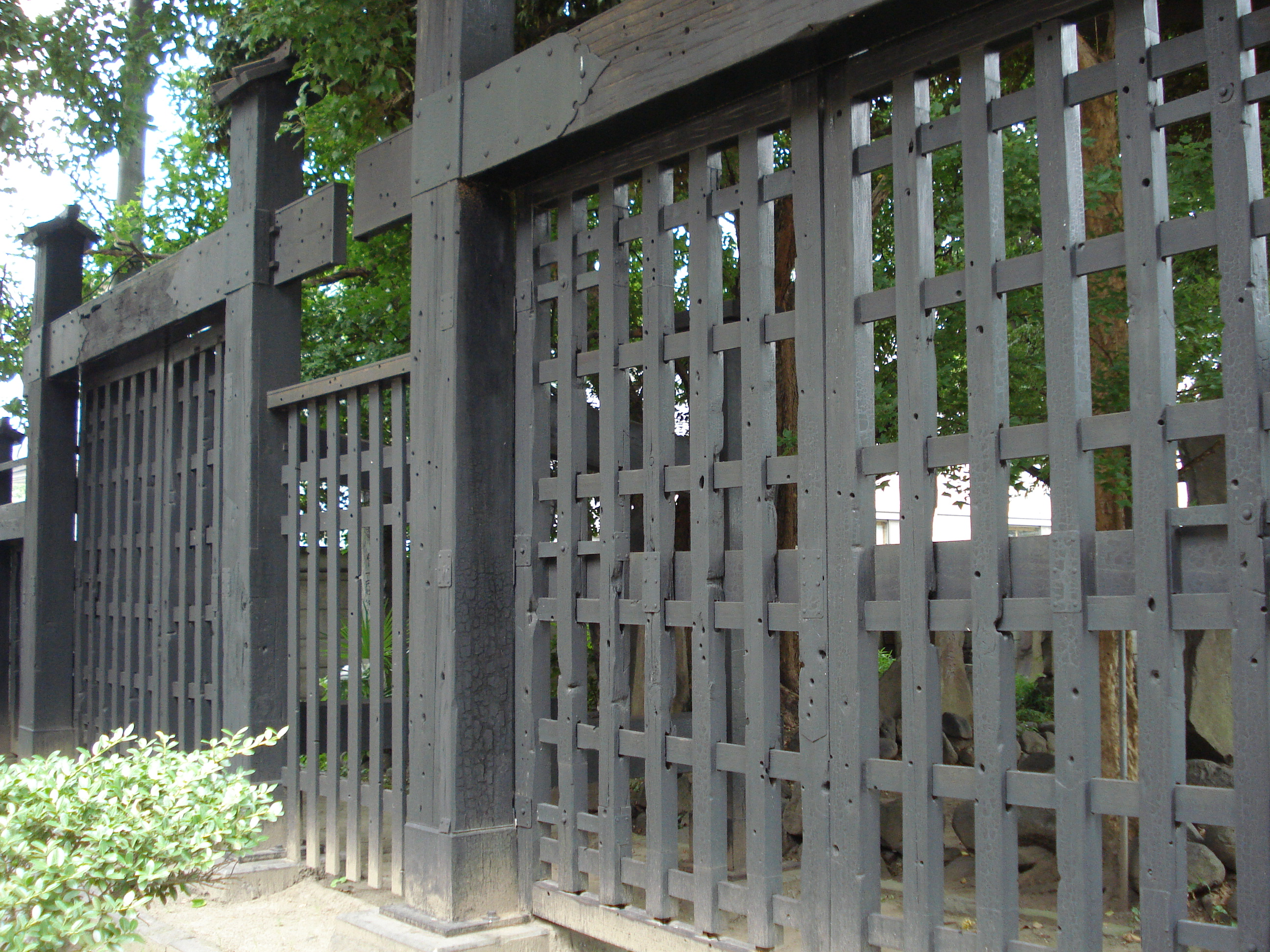
円通寺に残る黒門

戦いの結果、新政府軍は江戸以西を掌握した。この戦いに敗戦した彰義隊は有志により輪王寺宮とともに潜伏し、榎本武揚の艦隊に乗船し、平潟港（現茨城県北茨城市）に着船。春日左衛門率いる陸軍隊等、一部の隊士はいわき方面で、残る隊士は会津へと落ち延びた。戊辰戦争の前線は関東の北の要塞であった宇都宮城や、旧幕府勢力が温存されていた北陸、東北へ移った。戦闘の際生じた火災で、寛永寺は根本中堂など主要な伽藍を焼失、壊滅的な打撃を受けた。戦闘が行われた黒門は荒川区の円通寺に移築されており、弾痕の残った柱などが保存されている。
彰義隊を襲撃した鳥取藩の兵が敵と間違えられ、銃剣で突かれた際に着用していた軍服が、港区の有形文化財として残されている。